# Henrique VII do Sacro Império Romano-Germânico
Henrique VII (Valenciennes, 1275 – Buonconvento, 24 de agosto de 1313) foi Imperador Romano-Germânico de 1312 até sua morte, Rei da Itália a partir de 1311, Rei da Germânia (ou Rex Romanorum) a partir de 1308 e também Conde de Luxemburgo e Arlon começando em 1288. Ele foi o primeiro imperador da Casa de Luxemburgo. Durante seu breve mandato ele revigorou a causa imperial na Itália e inspirou elogios de Dino Compagni e Dante Alighieri.
Ele era filho do Conde Henrique VI de Luxemburgo e Beatriz de Avesnes. Seu filho, João de Luxemburgo, foi eleito rei Boêmia em 1310. Em 15 de agosto de 1309, Henrique VII anunciou sua intenção de viajar a Roma e esperava que suas tropas estivessem prontas em 1º de outubro de 1310. Ele então viajou para Roma para ser coroado emperador, o título estava vago desde a morte de Frederico II. Sua coroação foi em 29 de Junho de 1312.

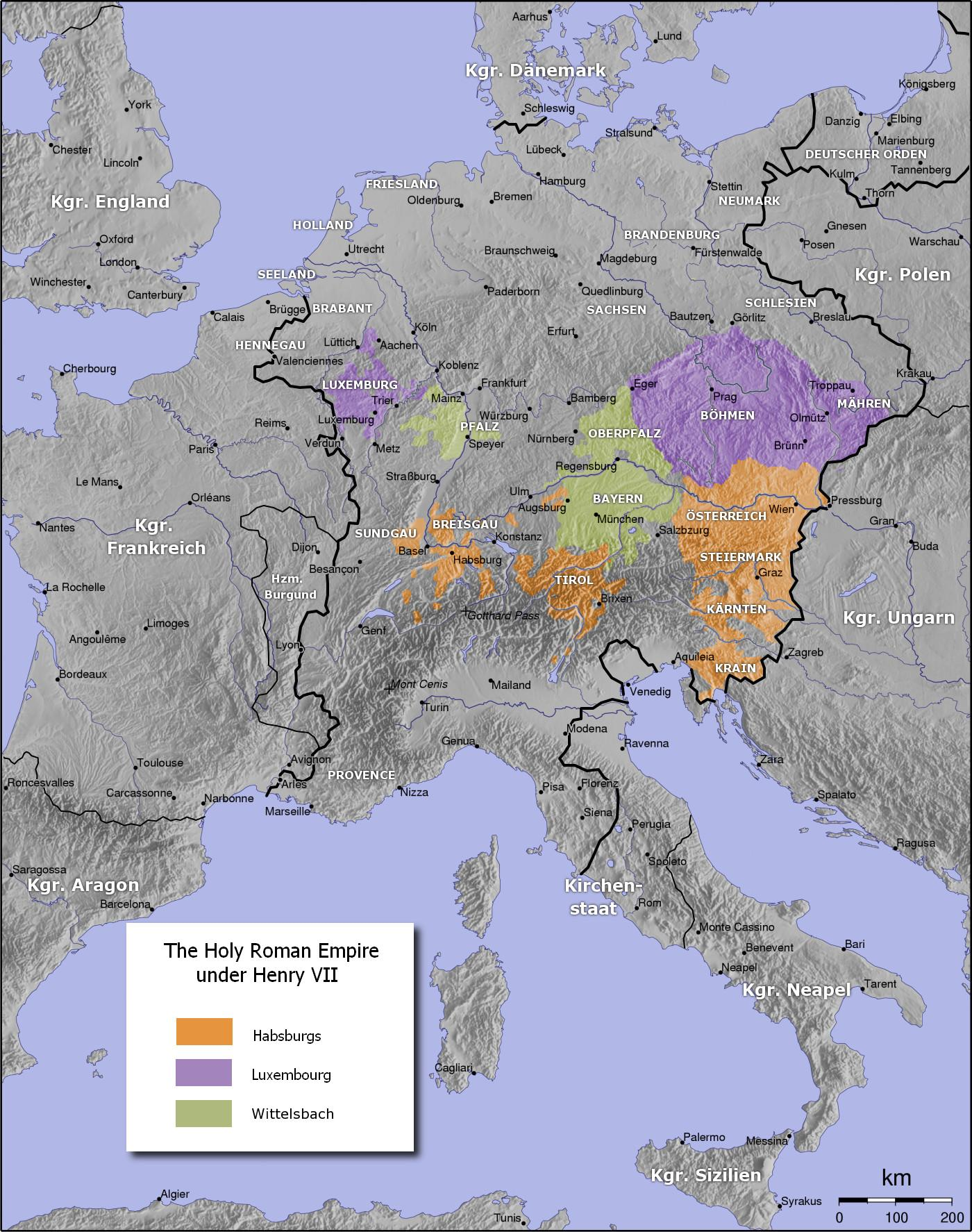
Territórios comandados diretamente por Henrique VII

Como imperador, ele planejou restaurar a glória do Sacro Império Romano-Germânico, e assim restaurou o poder imperial em parte do norte da Itália, lutando contra a comuna anti-imperial de Florença. Entretanto ele disputou com os guelfos e guibelinos, especialmente nas cidades livres da Toscana, e o rei Roberto I de Nápoles e o papa Clemente V estavam ambos preocupados sobre as políticas do império. Henrique quis punir Roberto de Nápoles por usa ações desleais (Roberto era tecnicamente vassalo de Henrique), mas ele morreu em 24 de agosto de 1313, próximo a Siena.
Henrique o famoso alto Arrigo no Paraíso de Dante Alighieri, no qual o poeta descreve o trono de honra que espera por Henrique no paraíso. Dante também faz alusão a ele várias vezes no Purgatório como o salvador que iria trazer o governo imperial de volta à Itália, e acabar o controle temporal da Igreja Católica sediada em Avinhão. O sucesso de Henrique VII na Itália não durou muito, e depois de sua morte as forças anti-imperiais reganharam o controle.
Depois da morte de Henrique VII, dois rivais, o imperador Luís IV da Baviera da casa de Wittelsbach e Frederico I de Habsburgo da casa de Habsburgo, disputaram a coroa. A disputa culminou na Batalha de Mühldorf em 28 de setembro de 1322, vencida por Luís.

## Casamento e descendência
Henrique casou-se, em Tervuren, a 9 de julho de 1292, com Margarida de Brabante, filha de João I de Brabante, e teve a seguinte descendência:
- João da Boêmia (10 de agosto de 1296 – 26 de agosto de 1346),
- Maria do Luxemburgo (1304 – 26 de março de 1324, Issoudun-en-Berry), casou-se em Paris a 21 de setembro de 1322 com o rei Carlos IV de França.
- Beatriz de Luxemburgo (1305–11 de novembro de 1319), casou-se em 1318 com o rei Carlos I da Hungria.